# Gatunek euryhaliczny
Gatunek euryhaliczny, także: gatunek euryhalinowy – gatunek znoszący różny stopień zasolenia środowiska, np. rekin tępogłowy lub węgorz europejski.
U zwierząt euryhalicznych poziom ATP-azy jest od dwóch do pięciu razy wyższy w morzu niż w wodach słodkich, w których pobierają więcej tlenu niż w morzach.